# Praia da Coroinha
Barcos de pesca na Praia da Coroinha em maré baixa
A praia da Coroinha é a orla da cidade de Itacaré, com casarios históricos, antigo atracadouro dos barcos que transportavam o cacau. 
A Coroinha não é lugar de curtir praia. Serve de porto de pesca, de campo de futebol e jogos de vôlei quando a maré está baixa. É o local preferido dos shows e trios elétricos de carnaval, concentração para as embarcações no Dia de Iemanjá (2 de fevereiro), festas e fogueiras de São João e palco do desfile de 2 de julho quando se comemora a Independência da Bahia. Não é aconselhada para banhos.